# Anacreóntica

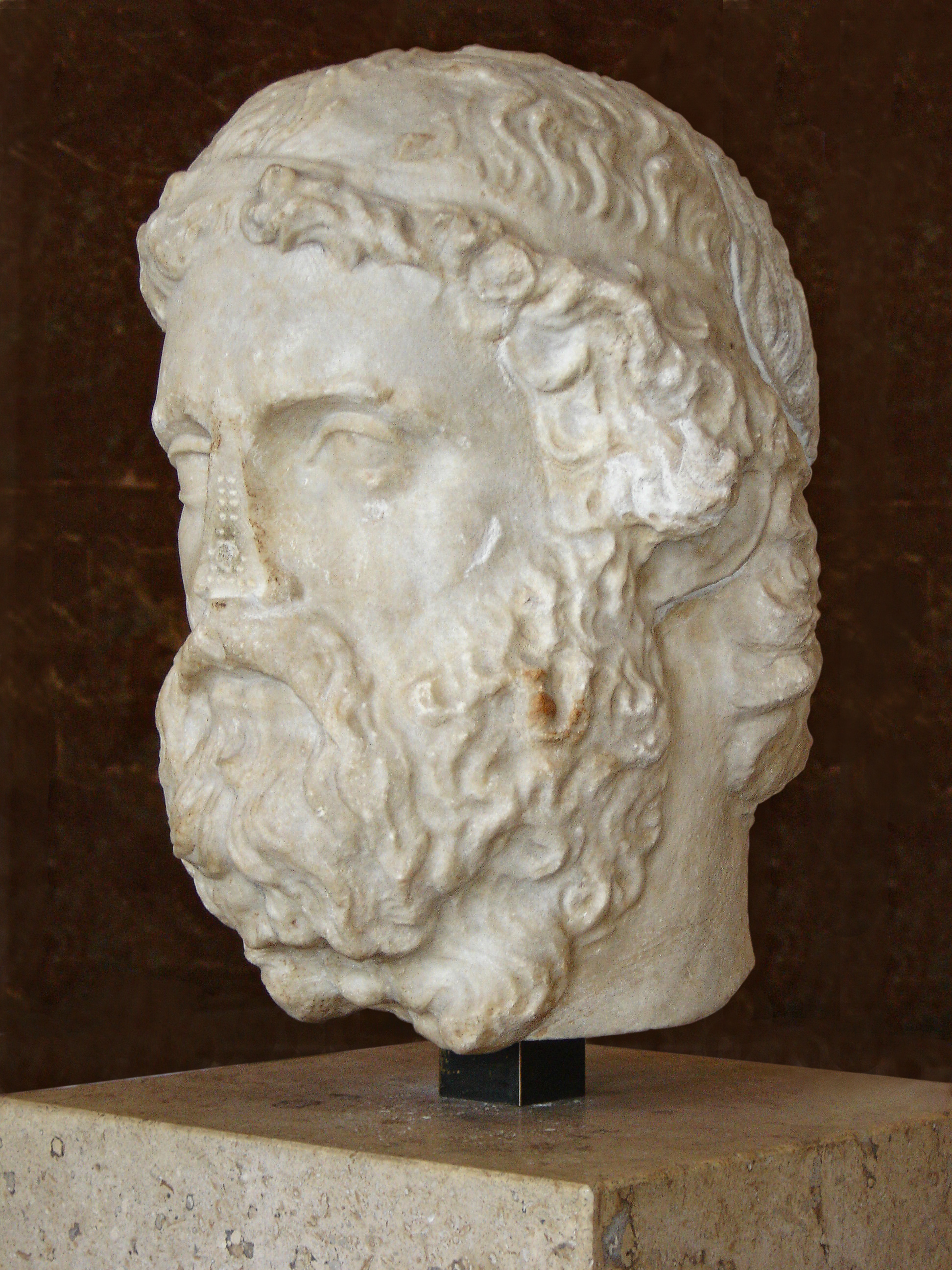
Anacreonte.

Es una composición lírica en verso de arte menor que canta a los placeres de la vida, el vino y el amor. Su creador fue el poeta griego Anacreonte (siglo VI a. C.), por lo cual recibe esta denominación.
Esta conceptualización responde, en sentido general, a lo que se ha aceptado como anacreóntica, aunque los temas que esta trata son universales y se pueden encontrar en muchísimos otros tipos de poesías líricas, lo que hace que el subgénero se intercomunique con temas como el bucolismo, el simposio, el amor que se localizan en otros tipos de poesía y con las más variadas formas poéticas y métricas. Existe, pues, en lengua española y en otras lenguas, anacreónticas escritas en verso de arte mayor y también en formas estróficas como la seguidilla o el soneto. Abunda el uso del heptasílabo, con rima asonante en los versos pares como en el romance. 
En la literatura española el género fue aclimatado por Esteban Manuel de Villegas en el siglo XVII, imitando la métrica de los sáficos adónicos con una combinación estrófica de rima libre en tres versos endecasílabos y un pentasílabo. Podemos ver un ejemplo en el poema «De la lira».
Pero cuando realmente el género anacreóntico se puso de moda fue en la segunda mitad del siglo XVIII, con las composiciones que de este género escribieron numerosos poetas neoclásicos, como Juan Meléndez Valdés, José Iglesias de la Casa y José Cadalso. Un ejemplo de poema anacreóntico que recrea los temas y la métrica característicos de este género lo podemos ver en el poema «A Venus», de José Cadalso.
En la literatura catalana hablamos de Francesc Tegell que ha sido largamente estudiado por Kenneth Brown (Poema anafòric, Barcelona 1982, p. 32) y Joaquín María Bover (Biblioteca de escritores baleares, II, Palma 1868, p. 441). Un ejemplo del mismo Tegell es «Poema anafòric».
Dentro de la literatura latinoamericana encontramos también autores que se destacaron por el cultivo de esta poesía que venía de la península ibérica. En México y Cuba hubo importantes focos de traducción e imitación desde el siglo XVIII. Los poemas anacreónticos eran también utilizados como ejercicios en los colegios jesuitas de la isla y aparecen en las primeras publicaciones periódicas de América. Algunos autores que destacan dentro del panorama anacreóntico latinoamericano son Manuel de Zequeira, Joaquín Lorenzo Luaces, Gabriel de la Concepción Valdés, José Martí, Enrique José Varona, Laura Mestre Hevia y a finales del siglo XX la poetisa cubana Fina García Marruz.
Desde la misma aparición de los poemas en el manuscrito encontrado por Henricus Stephanus (Henri Estienne) y de la primera edición de 1554, se suscitó un debate por la autoría y el valor estético de dichas composiciones. En dichas diatribas, muchas veces primaban más los prejuicios de una falsa moral de la época, que los valores estrictamente literarios. Primero se discutía la autoría de Anacreonte hasta que en el siglo XIX se demostró que los poemas eran posteriores, y que databan del período helenístico tardío y bizantino. Con la devaluación de los conceptos de imitatio y retractatio y con el auge de conceptos y posiciones románticas como la originalidad, esta poesía cayó en desuso. Pero siguió llamando la atención de especialistas, filólogos, humanistas y creadores. 
En lengua española, algunos de los principales especialistas que se han dedicado al estudio del anacreontismo antiguo, bizantino y posterior en las literaturas modernas son Antoni Rubió i Lluch, Julián Garzón Díaz, Fernández Galiano, Elina Miranda Cancela, Yoandy Cabrera, entre muchas otras voces que se han dedicado en las últimas décadas a reinterpretar y valorar esta amplia y milenaria producción poética europea.
Lo que permitió a esta poesía pervivir durante siglos de desarrollo humano y artístico, y adecuarse a los más variados estilos y épocas fue su capacidad de asimilación de temas y a la vez el arsenal antiguo que le daba prestigio y autoridad. Es, dentro de la historia de la literatura universal, un ejemplo del rejuego que es el texto literario, del enmascaramiento y la polifonía, así como de la relectura constante que es cada nueva obra que parte de una tradición y a la vez la trasgrede.  
- Datos: Q484517